# Левънуърт (окръг, Канзас)
Окръг Левънуърт (на английски: Leavenworth County) е окръг в щата Канзас, Съединени американски щати. Площта му е 1212 km², а населението - 73 628 души. Административен център е град Левънуърт.